# 야오 카즈키
야오 카즈키(일본어: 矢尾一樹, 1959년 6월 17일 ~ )는 일본의 남자 성우다.

## 출연작
- 개구리 중사 케로로 - 조루루
- 검용전설 야이바 - 겟코
- 디지몬 시리즈 - 닌자몬
- 원피스 - 쟝고, 프랑키
- 포켓몬스터 - 동관
- 원피스 극장판
  - 원피스 필름 골드 - 프랑키
  - 원피스 스탬피드 - 프랑키
  - 원피스 필름 레드 - 프랑키
- 뿌요뿌요 테트리스 - 엑스
- 애천사전설 웨딩피치 - 프류이